# Leichtathletik-Weltmeisterschaften 2023/Teilnehmer (Österreich)
| Goldmedaillen | Silbermedaillen | Bronzemedaillen |
| ------------- | --------------- | --------------- |
| —             | —               | —               |

Der Leichtathletikverband von Österreich hat für die Leichtathletik-Weltmeisterschaften 2023 in Budapest acht Sportler gemeldet.

## Ergebnisse

### Männer

#### Laufdisziplinen
| Athlet            | Disziplin | Vorlauf        | Vorlauf | Halbfinale | Halbfinale | Finale | Finale |
| Athlet            | Disziplin | Zeit           | Platz   | Zeit       | Platz      | Zeit   | Platz  |
| ----------------- | --------- | -------------- | ------- | ---------- | ---------- | ------ | ------ |
| Markus Fuchs      | 100 m     | 10,43 s        | 46      | DNQ        | DNQ        | –      | –      |
| Raphael Pallitsch | 1500 m    | 3:36,47 min PB | 26      | DNQ        | DNQ        | –      | –      |

#### Sprung/Wurf
| Athlet              | Disziplin  | Qualifikation | Qualifikation | Finale     | Finale |
| Athlet              | Disziplin  | Weite/Höhe    | Platz         | Weite/Höhe | Platz  |
| ------------------- | ---------- | ------------- | ------------- | ---------- | ------ |
| Lukas Weißhaidinger | Diskuswurf | 65,61 m       | 5             | 65,54 m    | 7      |

### Frauen

#### Laufdisziplinen
| Athletin           | Disziplin    | Vorlauf | Vorlauf | Halbfinale | Halbfinale | Finale    | Finale |
| Athletin           | Disziplin    | Zeit    | Platz   | Zeit       | Platz      | Zeit      | Platz  |
| ------------------ | ------------ | ------- | ------- | ---------- | ---------- | --------- | ------ |
| Susanne Gogl-Walli | 200 m        | 23,38 s | 33      | DNQ        | DNQ        | –         | –      |
| Susanne Gogl-Walli | 400 m        | 51,00 s | 15      | 51,50 s    | 18         | DNQ       | DNQ    |
| Lena Pressler      | 400 m Hürden | 57,90 s | 38      | DNQ        | DNQ        | –         | –      |
| Julia Mayer        | Marathon     |         |         |            |            | 2:41:54 h | 50     |

#### Sprung/Wurf
| Athletin        | Disziplin | Qualifikation | Qualifikation | Finale     | Finale |
| Athletin        | Disziplin | Weite/Höhe    | Platz         | Weite/Höhe | Platz  |
| --------------- | --------- | ------------- | ------------- | ---------- | ------ |
| Victoria Hudson | Speerwurf | 62,96 m       | 4             | 62,92 m    | 5      |